# Пападам

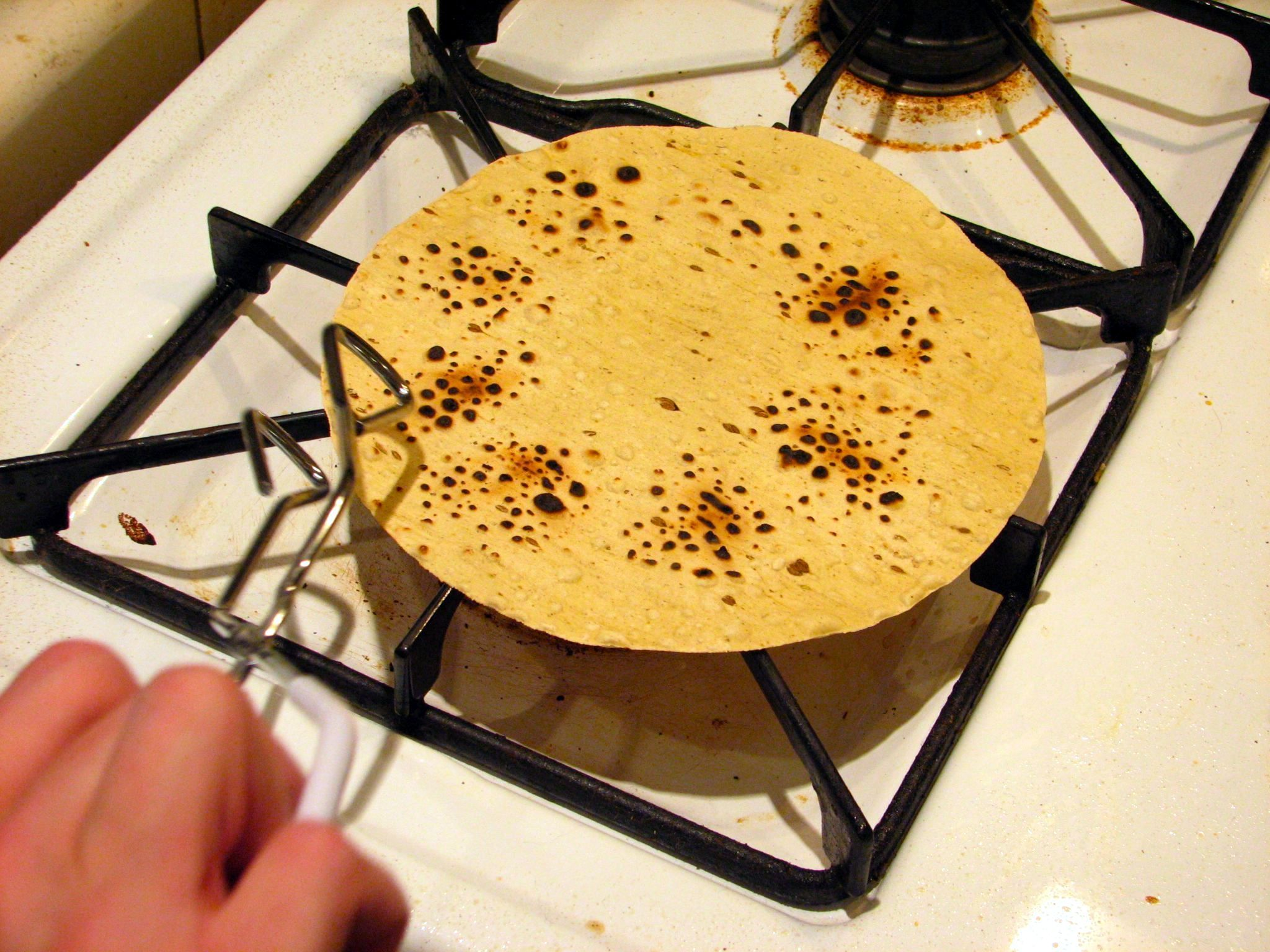
Приготування пападаму на газовій плиті

Пападам (там. பப்படம், гінді पापड़, пенджаб. ਪਾਪਡ, неп. पापड, гудж. પાપડ, каннада ಹಪ್ಪಳ, бенг. পাপড, малаял. പപ്പടം, тел. అప్పడాలు) — дуже тонкий круглий випечений коржик з сочевичного борошна.
Цей вид хлібних коржиків широко поширений в різних регіонах Індії та Непалу. У Північній Індії вони носить назву папад, в Південній Індії, у малаялі, вона називається паппадам, у каннара — хаппала, у тамілів  — аппалам.
Пападам повинен бути добре підсмаженим і хрустким. Подається до страв каррі, тхалі або використовується як легка закуска.
Тісто для пападаму робиться з сочевичного борошна або з суміші сочевичного і рисового борошна. Існують також варіанти з використанням горохового борошна. Додавання різних прянощів і трав — перцю, паприки, кмину, часнику та ін. Надає коржикам пікантний, гострий і ароматний смак. Пападам готується шляхом підсмажування тонко розкатаних коржів з обох сторін в гарячій олії. Потім він охолоджується на спеціальній решітці або за допомогою паперу, що вбирає зайвий жир. Щоб уникнути занадто високого вміст жиру в коржику, його витримують за допомогою спеціальної вилки в печі-тандирі або гриль на решітці або, окропивши олією, доводять до готового стану в мікрохвильовій печі. Однак, вважається, що при «нетрадиційних» варіантах приготування пападам втрачає в якості (неоднорідно піднімається тісто тощо).
Так як пападам дуже швидко підсихає, готувати його потрібно перед самою їжею, принаймні не раніше ніж за 1 годину перед нею.